# نورهان كريمشانوف
نورهان كريمشانوف (مواليد 30 مايو 1980) هو ملاكم كازاخستاني، مثّل بلاده في الألعاب الأولمبية الصيفية في دورتي 2000 و2004.

## روابط خارجية
نورهان كريمشانوف على موقع أوليمبيديا (الإنجليزية)